# Robert Müller
Pour les articles homonymes, voir Müller et Robert Müller (homonymie).
Cet article concerne le joueur de hockey sur glace allemand. Pour le directeur de la photographie néerlandais (né en 1940), voir Robby Müller.
Temple de la renommée allemand : 2009
Robert Müller (né le 25 juin 1980 à Rosenheim, dans le District de Haute-Bavière en Allemagne de l'Ouest - mort le 21 mai 2009 également à Rosenheim) est un joueur professionnel allemand de hockey sur glace. Il évolue au poste de gardien de but.

## Biographie
Robert Müller commence le hockey au sein du club de sa ville natale Starbulls Rosenheim. En 1996, il joue avec l'équipe junior. À la fin de la saison, il participe avec l'équipe nationale au championnat d'Europe junior dans la division A mais son équipe finit dernière de sa poule puis est reléguée en division B en perdant deux matchs à un contre l'Ukraine. Il commence sa carrière senior au cours de la saison suivante, en 1997-1998  avec l'EHC Klostersee qui évolue alors dans le championnat d'Allemagne de deuxième division, la 2. liga. Füssen et Memmingen accueillent le groupe B du championnat d'Europe junior de 1997 et devant leur public, les joueurs allemands finissent à la première place du classement du tournoi alors que Müller est élu meilleur gardien de la compétition.
À la suite de cette saison, il retourne jouer avec son club formateur pour la saison 1998-1999 alors que l'équipe évolue dans le championnat d'Allemagne, la Deutsche Eishockey Liga. Müller reste deux saisons avec son équipe en élite alors qu'elle finit dans la deuxième moitié du classement. En avril 1999, il est sélectionné pour la première fois avec l'équipe nationale pour jouer le championnat du monde 1999 en division B. En décembre 1999, il participe avec l'équipe junior d'Allemagne au championnat du monde ; l'Allemagne ne perd qu'une seule rencontre du tournoi mais c'est suffisant pour lui interdire la montée qui est décrochée par le Belarus. Avec 93,75 % d'arrêts, Müller est le meilleur gardien du tournoi. Quelques mois plus tard, en avril 2000, Müller est un des trois gardiens de l'équipe nationale au cours du championnat du monde. L'Allemagne finit à la première place du classement de la division B et gagne ainsi sa place pour la saison suivante en élite.
En 2000, il signe à l'Adler Mannheim et remporte le championnat. Il est choisi en 2001 au cours du repêchage d'entrée dans la Ligue nationale de hockey par le Capitals de Washington en 9e ronde, en 275e position. De 2002 à 2006, il porte les couleurs des Krefeld Pinguine avec qui il décroche un nouveau titre dès sa première saison.
De retour à Mannheim, une tumeur du cerveau connue sous le nom de Glioblastome multiforme est décelée en novembre 2006 chez Müller. Une partie de la tumeur est enlevée lors d'une opération suivie d'une chimiothérapie et d'une radiothérapie plus tard dans l'année et Müller peut revenir au jeu en février. Les aigles remportent le titre 2007. Courant 2008, il est prêté à l'EV Duisbourg. L'équipe remporte six matchs sur douze avant que Müller intègre l'effectif des Kölner Haie. Il retrouve son meilleur niveau et l'équipe s'incline en finale contre les Eisbären Berlin. Mais durant l'été sa tumeur croît encore,. Il revient au jeu pour la saison 2008-2009 mais très vite la maladie reprend le dessus et il joue son dernier match le 23 novembre 2008.
Au mois de mars, il est admis au Temple de la renommée du hockey allemand. Il subit une seconde opération en août mais il décède le 21 mai 2009. Son numéro 80 est alors retiré par le club de Cologne. Il laisse derrière lui sa femme, Jenny, et leurs deux enfants : une fille, Lena, et un garçon, Luis.

## Statistiques

### Statistiques en club
| Saison    | Équipe              | Ligue   |    | Saison régulière | Saison régulière | Saison régulière | Saison régulière | Saison régulière | Saison régulière | Saison régulière | Saison régulière | Saison régulière | Saison régulière |    | Séries éliminatoires | Séries éliminatoires | Séries éliminatoires | Séries éliminatoires | Séries éliminatoires | Séries éliminatoires | Séries éliminatoires | Séries éliminatoires | Séries éliminatoires | Séries éliminatoires |
| Saison    | Équipe              | Ligue   | PJ | V                | D                | Min              | BC               | Moy              | % Arr            | Bl               | Pun              | A                | PJ               | V  | D                    | Min                  | BC                   | Moy                  | % Arr                | Bl                   | Pun                  | A                    |                      |                      |
| 1997-1998 | EHC Klostersee      | 2. Liga | 45 | 28               | 17               | 2581             | 151              | 3,55             |                  | 0                | 16               | 3                |                  |    |                      |                      |                      |                      |                      |                      |                      |                      |                      |                      |
| 1998-1999 | Starbulls Rosenheim | DEL     | 32 |                  |                  | 1863             | 105              | 3,38             | 88,05            | 1                | 4                | 1                |                  |    |                      |                      |                      |                      |                      |                      |                      |                      |                      |                      |
| 1999-2000 | Starbulls Rosenheim | DEL     | 39 |                  |                  | 2228             | 131              | 3,50             | 87,92            | 1                | 0                | 0                | 12               | 5  | 7                    | 720                  | 43                   |                      | 3,58                 |                      | 4                    | 0                    |                      |                      |
| 2000-2001 | Adler Mannheim      | DEL     | 25 |                  |                  | 1299             | 51               | 2,36             | 91,77            | 1                | 2                | 3                | 2                |    |                      | 103                  | 2                    | 1,17                 | 96,61                | 0                    | 0                    | 0                    |                      |                      |
| 2001-2002 | Adler Mannheim      | DEL     | 15 |                  |                  | 638              | 26               | 2,45             | 88,74            | 1                | 2                | 0                |                  |    |                      |                      |                      |                      |                      |                      |                      |                      |                      |                      |
| 2002-2003 | Krefeld Pinguine    | DEL     | 50 |                  |                  | 2763             | 107              | 2,32             | 91,20            | 5                | 2                | 1                | 14               | 10 | 4                    | 843                  | 28                   | 1,99                 | 92,43                | 1                    | 4                    | 2                    |                      |                      |
| 2003-2004 | Krefeld Pinguine    | DEL     | 49 |                  |                  | 2892             | 131              | 2,72             | 90,14            | 6                | 2                | 1                |                  |    |                      |                      |                      |                      |                      |                      |                      |                      |                      |                      |
| 2003-2004 | Hockey Club Bâle    | LNA     | -  | -                | -                | -                | -                | -                | -                | -                | -                | -                | 8                | 5  | 3                    | 465                  | 24                   | 3,10                 |                      | 0                    | 0                    | 0                    |                      |                      |
| 2004-2005 | Krefeld Pinguine    | DEL     | 47 |                  |                  | 2769             | 136              | 2,95             | 90,14            | 1                | 0                | 0                |                  |    |                      |                      |                      |                      |                      |                      |                      |                      |                      |                      |
| 2005-2006 | Krefeld Pinguine    | DEL     | 51 |                  |                  | 3003             | 154              | 3,08             | 88,80            | 1                | 24               | 2                | 5                | 1  | 4                    | 297                  | 21                   | 4,24                 | 86,40                | 0                    | 0                    | 1                    |                      |                      |
| 2006-2007 | Adler Mannheim      | DEL     | 23 |                  |                  | 1059             | 46               | 2,61             | 91,50            | 1                | 0                | 0                | 1                | 0  | 0                    | 1                    | 0                    | 0,00                 | 100                  | 0                    | 0                    | 0                    |                      |                      |
| 2007-2008 | Adler Mannheim      | DEL     | 5  | 0                | 3                | 233              | 0                | 2,84             | 91,73            | 11               | 0                | 0                | 14               | 8  | 6                    | 982                  | 36                   | 2,20                 | 93,51                | 0                    | 2                    | 0                    |                      |                      |
| 2007-2008 | EV Duisbourg        | DEL     | 12 | 6                | 6                | 698              | 37               | 3,18             | 90,21            | 0                | 2                | 1                |                  |    |                      |                      |                      |                      |                      |                      |                      |                      |                      |                      |
| 2007-2008 | Kölner Haie         | DEL     | 24 | 16               | 8                | 1461             | 65               | 2,67             | 91,63            | 1                | 0                | 4                |                  |    |                      |                      |                      |                      |                      |                      |                      |                      |                      |                      |
| 2008-2009 | Kölner Haie         | DEL     | 2  | 0                | 0                | 12               | 0                | 0,00             | 100              | 0                | 0                | 0                |                  |    |                      |                      |                      |                      |                      |                      |                      |                      |                      |                      |

### Statistiques en équipe nationale
| Saison | Équipe           | compétition                             |   | PJ | V | D | Pr/N | Min | BC   | Moy   | % Arr | Bl | Pun | A |
| 1997   | Allemagne U18    | Championnat d'Europe junior             | 3 | 0  | 0 | 3 | 180  | 17  | 5,67 | 88,4  | 0     | 0  | 1   |   |
| 1998   | Allemagne U18    | Championnat d'Europe junior B           | 6 | 6  | 0 | 0 |      | 8   | 1,33 | 94,0  | 2     |    |     |   |
| 1999   | Allemagne        | Championnat du monde B                  | 4 | 3  | 0 | 1 | 240  | 8   | 2,00 | 91,7  | 1     | 0  | 1   |   |
| 2000   | Allemagne U20    | Championnat du monde junior B           | 5 | 4  | 0 | 1 | 300  | 7   | 1,40 | 93,75 | 2     | 0  | 0   |   |
| 2000   | Allemagne        | Championnat du monde B                  | 2 | 1  | 0 | 1 | 120  | 7   | 3,50 | 87,3  | 0     | 0  | 0   |   |
| 2001   | Allemagne        | Qualifications pour les Jeux olympiques | 1 | 1  | 0 | 0 | 60   | 4   | 4,00 | 84,0  | 0     | 0  | 0   |   |
| 2001   | Allemagne        | Championnat du monde A                  | 3 | 0  | 1 | 2 | 179  | 8   | 2,68 | 90,2  | 0     | 0  | 1   |   |
| 2001   | Adler Mannheim   | Coupe Spengler                          | 3 | 0  | 0 | 1 | 120  | 11  | 5,50 |       | 0     | 0  | 0   |   |
| 2002   | Allemagne        | Jeux olympiques                         | 2 | 0  | 0 | 1 | 78   | 4   | 3,07 | 90,9  | 0     | 0  | 0   |   |
| 2002   | Allemagne        | Championnat du monde A                  | 2 | 0  | 0 | 2 | 119  | 9   | 4,55 | 85,7  | 0     | 0  | 0   |   |
| 2003   | Allemagne        | Championnat du monde A                  | 4 | 1  | 0 | 3 | 241  | 14  | 3,49 | 87,2  | 0     | 0  | 0   |   |
| 2003   | Krefeld Pinguine | Coupe Spengler                          | 3 | 1  | 0 | 2 | 179  | 8   | 2,68 |       | 0     | 0  | 0   |   |
| 2004   | Allemagne        | Championnat du monde A                  | 1 | 0  | 0 | 1 | 60   | 5   | 5,00 | 84,4  | 0     | 0  | 0   |   |
| 2004   | Allemagne        | Coupe du monde                          | 1 | 0  | 0 | 1 | 30   | 3   | 5,94 | 88,5  | 0     | 0  | 0   |   |
| 2005   | Allemagne        | Championnat du monde A                  | 4 | 1  | 2 | 1 | 239  | 8   | 2,01 | 92,1  | 0     | 0  | 0   |   |
| 2006   | Allemagne        | Jeux olympiques                         | 1 | 0  | 0 | 1 | 60   | 2   | 2,00 | 92,0  | 0     | 0  | 0   |   |
| 2006   | Allemagne        | Championnat du monde B                  | 4 | 4  | 0 | 0 | 239  | 2   | 0,50 | 97,3  | 3     | 0  | 0   |   |
| 2008   | Allemagne        | Championnat du monde A                  | 3 | 1  | 0 | 2 | 159  | 11  | 4,14 | 87,8  | 0     | 0  | 0   |   |

## Trophées et honneurs personnels
- DEL

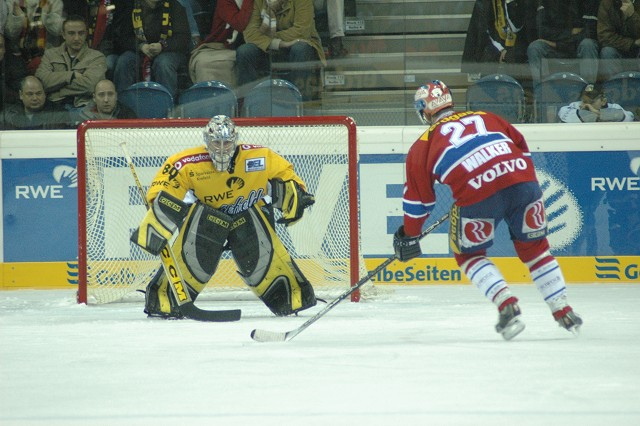
Robert Müller en action, 2004

  - 2002, 2005, 2006, 2008 : participe au Match des étoiles.
  - Séries éliminatoires 2003 : meilleur pourcentage d'arrêt et moyenne de buts alloués.
  - Séries éliminatoires 2008 : meilleur pourcentage d'arrêt et moyenne de buts alloués.
- Championnat d'Europe junior
  - 1998 : élu meilleur gardien du mondial B.
- Championnat du monde
  - 2006 : élu meilleur gardien de la division 1, groupe A.